# محمود الأول
السلطان محمود الأول بن مصطفى الثاني بن محمد الرابع بن إبراهيم الأول بن أحمد الأول بن محمد الثالث بن مراد الثالث بن سليم الثاني بن سليمان القانوني بن سليم الأول بن بايزيد الثاني بن محمد الفاتح بن مراد الثاني بن محمد الأول جلبي بن بايزيد الأول بن مراد الأول بن أورخان غازي بن عثمان بن أرطغرل.
(1108 هـ / 1696م -1168 هـ/ 1754) عاش (2 أغسطس 1696 - 13 ديسمبر 1754) أحد سلاطين الدولة العثمانية. تولى الحكم بعد عمه أحمد الثالث عام 1143 هـ، وكان عمره آنذاك أربعة وثلاثين سنة.

## أسرته

### زوجاته
- عليجانب قادين - الحاجة عائشة - Alicenab Kadın alias El-Hace Ayşe الزوجة الأولى
- مهر شاه قادين - Mihrişah Kadın (توفت في مارس 1762) الزوجة الثانية
- الحجة وصلات قادين - Hace Vuslat Kadın (توفت في 1764، دفنت في مقبرة كاراجا أحمد، إسطنبول) الزوجة الثالثة
- خاتمة قادين - Hatime Kadın (توفت في 1770, دفنت في جامع أيازمه، أسطنبول)، الزوجة الرابعة
- الحجة فيرديناز قادين - Hace Verdinaz Kadın (توفت في 16 ديسمبر، دفنت في جامع شهزاده، إسطنبول)، الزوجة الخامسة
- رامي قادين- خديجة - Rami Kadın alias Hatice (توفت في 16 يناير 1780، دفنت في جامع محمود باشا، إسطنبول)، الزوجة السادسة

### أبناؤه
- شاهزاده عثمان - Sehzade Osman

## الحرب مع الفرس
قاتلت الدولة في عهده الصفويين فتغلبت على طهماسب وتخلى للعثمانيين عن تبريز، وهمدان، وإقليم لورستان، لكن نادر شاه، تمكن من عكس التفوق لمصلحة الإيرانيين وانتصر على العساكر العثمانية في أكثر من موقعة وحاول احتلال بغداد متغلبا على جيش الإمداد العثماني وانتهى الأمر بالصلح بين الطرفين.

## الحرب في أوروبا
قامت حروب بين الدولة العثمانية وروسيا في عهده، على إثرها احتلت روسيا بعض مناطق الدولة العثمانية. في عهده أيضا، انتصرت الدولة العثمانية على الصرب والنمسا، واستردت بلغراد والأفلاق وعددا من الأراضي، وتعهدت روسيا بعدم بناء السفن في البحر الأسود. الإنجازات العسكرية السالفة جعلت العثمانيين يستعيدون شيئا من هيبتهم بعد معاهدة كارولوفتس التي وقعت في عهد مصطفى الثاني.
كما تم عقد اتفاق في عهده مع السويد ضد روسيا عام 1153 هـ بوساطة السفير الفرنسي في الآستانة.

## الحرب بين فرنسا والنمسا

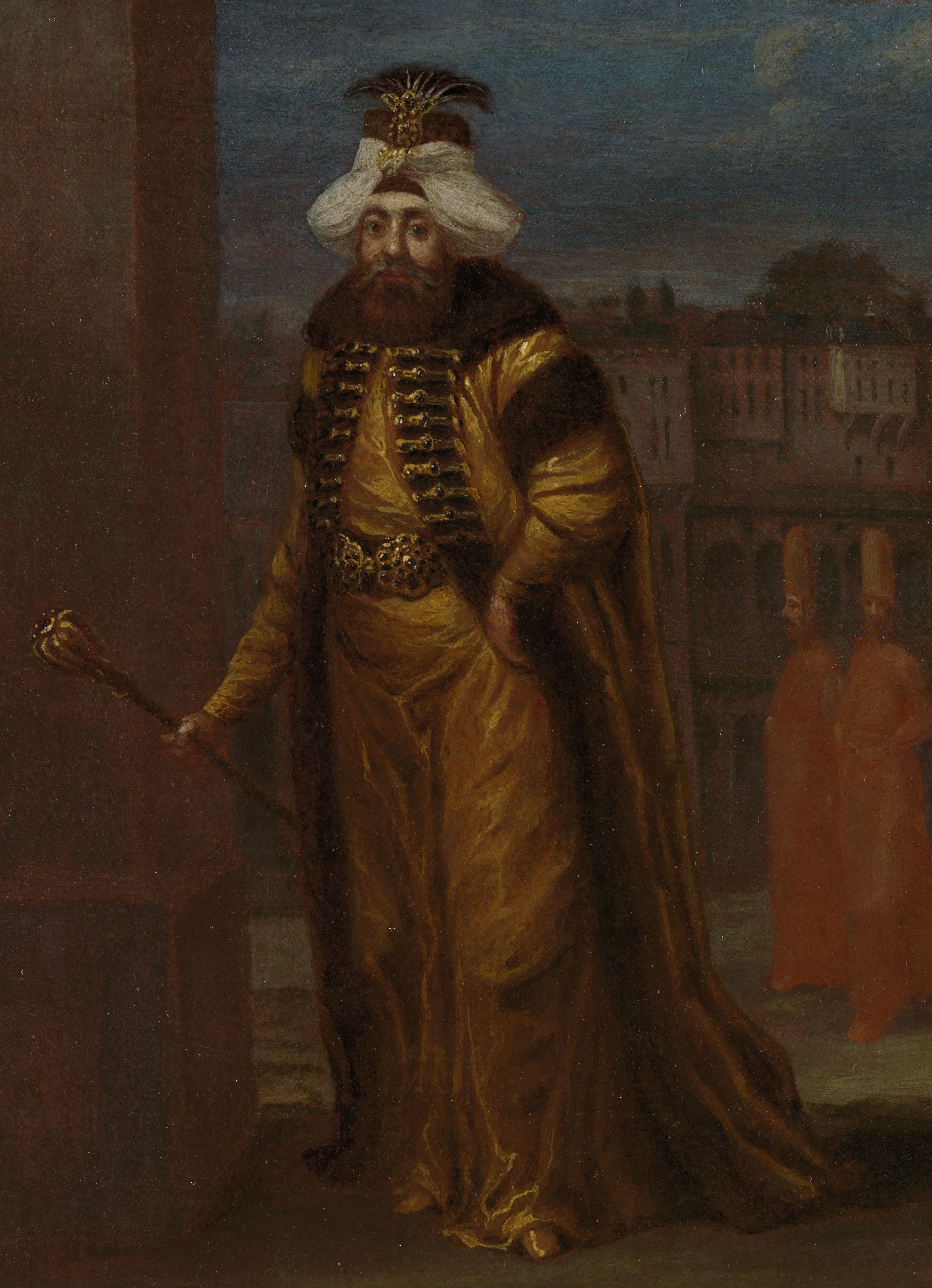
السلطان محمود الأول بريشة الرسام جان بابتيست فان مور بين عامي 1730-1738

حدثت حرب طاحنة بين فرنسا والنمسا، كان سببها موت الإمبراطور كارل السادس. تولت بعده ماريا تيريزا مقاليد الحكم. حاولت فرنسا عبر سفيرها في إسطنبول إقحام الدولة العثمانية في حلف عسكري معها في هذه الحرب، بحيث يضرب العثمانيون شرقا والفرنسيون غربا مشتتين القوة النمساوية، وأبرز الفرنسيون أن نجاح هذا الحلف سيعني عودة أغلب الأراض التي فقدت منذ عهد السلطان سليمان القانوني بما فيها هنغاريا.
لم توافق الخلافة العثمانية على هذا الحلف لعدم تبصر وزرائها بالسياسة الدولية من جهة، وللرغبة بحقن دماء المسلمين من جهة، والانشغال بعجلة الإصلاحات الداخلية. توفي محمود الأول عام 1168 هـ، وخلفه أخوه عثمان الثالث.

## روابط خارجية
- محمود الأول على موقع الموسوعة البريطانية (الإنجليزية)
- محمود الأول على موقع ميوزك برينز (الإنجليزية)